# باشگاه فوتبال العروبه امارات
باشگاه فوتبال العروبه (عربی: نادی العروبة الریاضی الثقافی) یک باشگاه فوتبال در امارات متحده عربی در شهر فجیره می‌باشد.

## ورزشگاه
ورزشگاه العروبه امارات با ظرفیت ۳۰۰۰ نفر ورزشگاه خانگی این باشگاه است.

## بازیکنان ایرانی
- محمدرضا آزادی